# Équipe d'Italie des moins de 20 ans de football
Maillots
Actualités
L'équipe d'Italie de football des moins de 20 ans ou U20 est constituée par une sélection des meilleurs joueurs italiens de 20 ans ou moins sous l'égide de la Fédération italienne de football (FIGC).

## Personnalités de l'équipe d'Italie

### Effectif en 2023
Les joueurs suivants ont été appelés pour disputer la coupe du monde de football des moins de 20 ans 2023.
Gardiens
- Sebastiano Desplanches
- Gioele Zacchi
- Jacopo Sassi

Défenseurs
- Mattia Zanotti
- Riccardo Turicchia
- Daniele Ghilardi
- Samuel Giovane
- Filippo Fiumanò
- Gabriele Guarino
- Alessandro Fontanarosa

Milieux
- Matteo Prati
- Niccolò Pisilli
- Cesare Casadei
- Tommaso Baldanzi
- Giacomo Faticanti
- Luca Lipani
- Duccio Degli Innocenti

Attaquants
- Giuseppe Ambrosino
- Daniele Montevago
- Francesco Pio Esposito
- Simone Pafundi

## Résultats de la sélection nationale

### Palmarès
| Compétitions continentales                 | Trophées divers                                  |
| ------------------------------------------ | ------------------------------------------------ |
| - Jeux méditerranéens - Finaliste en 2009. | - Tournoi de Toulon - Finaliste en 2002 et 2003. |

### Parcours
Parcours de l'équipe d'Italie de football des moins de 20 ans en compétitions internationales
| Coupe du monde U-20 de la FIFA | Tournoi de Toulon |
| --- | --- |
| - 1977 : 1er tour - 1979 : Non qualifiée - 1981 : 1er tour - 1983 : Non qualifiée - 1985 : Non qualifiée - 1987 : Quarts de finale - 1989 : Non qualifiée - 1991 : Non qualifiée - 1993 : Non qualifiée - 1995 : Non qualifiée - 1997 : Non qualifiée - 1999 : Non qualifiée - 2001 : Non qualifiée - 2003 : Non qualifiée - 2005 : Quarts de finale - 2007 : Non qualifiée - 2009 : Quarts de finale - 2011 : Non qualifiée - 2013 : Non qualifiée - 2015 : Non qualifié - 2017 : Troisièmes - 2019 : Quatrième - 2023 : Finaliste | - 1975 : Troisième - 1976 : Cinquième - 1977 : Cinquième - 1981 : Premier tour - 1987 : Premier tour - 2000 : troisième - 2001 : Premier tour - 2002 : Finaliste - 2003 : Finaliste |